# Татинець (Росія)
Татинець (рос. Татинец) — село в Кстовському районі Нижньогородської області Російської Федерації.
Населення становить 102 особи. Входить до складу муніципального утворення Работкинська сільрада.

## Історія
Від 2009 року входить до складу муніципального утворення Работкинська сільрада.

## Населення
| 2002 | 2010 |
| ---- | ---- |
| 199  | ↘102 |